# 赣州府

赣州府在江西省的位置（1820年）

赣州府，元朝末年设置的府。

## 歷史
元至正二十五年（1365年）朱元璋改赣州路为府，属江西行省。明洪武九年（1376年）属江西承宣布政使司。治所在今江西省赣州市。辖境相当今江西省赣州市及信丰、全南二县以东，石城、宁都、兴国三县以南地区。南明隆武二年（1646年）曾短暫改名忠誠府。
清朝时属江西省，清代的贛州府，衝，繁，疲，難。吉贛南寧道治所。南贛吉袁臨寧總兵駐。順治初，因明制，置南贛巡撫。康熙三年裁巡撫。乾隆十九年（1754年），升东北部寧都縣為寧都直隸州，割瑞金縣、石城縣隸之。三十八年，升定南縣為廳。辖境缩小。光緒二十九年，改觀音閣通判為虔南廳。領縣八廳二：贛縣、雩都縣、信豐縣、興國縣、會昌縣、安遠縣、長寧縣、龍南縣、定南廳、虔南廳。1912年废。

## 區劃
赣州府：冲繁疲难。下辖：
- 赣县：冲繁难，倚郭。
- 雩都县：难。
- 信丰县：繁疲难。
- 兴国县：难。
- 会昌县：冲繁。
- 安远县：简。县丞驻罗塘市。
- 长宁县：简。
- 龙南县：简。
- 定南厅：繁疲难。明定南县，乾隆三十八年(1773)改置厅，移赣州府同知来驻。
- 虔南厅：繁疲难。初设观音阁通判；光绪二十九年(1903)析龙南县、信丰县改置厅，仍设通判。

## 延伸阅读
[在维基数据编辑]
 《欽定古今圖書集成·方輿彙編·職方典·贛州府部》，出自陈梦雷《古今圖書集成》